# Heath Bell
Pour les articles homonymes, voir Bell.
Heath Justin Bell (né le 29 septembre 1977 à Oceanside, Californie, États-Unis) est un lanceur de relève droitier de baseball qui évolue dans les Ligues majeures de 2004 à 2014. 
Dans le rôle de stoppeur des Padres de San Diego, Bell remporte le titre de releveur de l'année dans la Ligue nationale en 2009 et 2010. Il mène la Ligue nationale avec 42 sauvetages en 2009, en compile 168 en carrière et honore trois sélections au match des étoiles.

## Carrière

### Mets de New York
Heath Bell termine ses études secondaires en 1996 au Tustin High School pour lequel il joua au baseball, au basket-ball et au football américain. Il entame ses études supérieures au Rancho Santiago College et y glane une sélection en freshman All-American en 1997. Repéré par les recruteurs, il est drafté le 3 juin 1997 par les Devil Rays de Tampa Bay, mais il ne signe pas, décidé poursuivre ses études universitaires. 
Il est recruté le 16 juin 1998 comme agent libre amateur par les Mets de New York. Il fait ses débuts en Ligue majeure le 24 août 2004 sous les couleurs des Mets. Il lance deux manches pour trois retraits sur des prises, sans accorder de point.

### Padres de San Diego
Heath Bell est transféré chez les Padres de San Diego le 15 novembre 2006 en même temps que le lanceur de relève gaucher Royce Ring. Les Mets obtiennent en retour de ces deux joueurs le lanceur de relève droitier Jon Adkins et le voltigeur Ben Johnson.
Il est sélectionné en équipe des États-Unis pour disputer la Classique mondiale de baseball 2009. Il joue 4 matches pour 3,1 manches lancées et une moyenne de points mérités de 7,36.
Lanceur de relève jusqu'en 2008, il devient stoppeur au départ de la saison 2009. Ses débuts à ce poste sont particulièrement spectaculaires avec quatre sauvetages assurés dès la première semaine de compétition.
Après avoir mené la Ligue nationale avec 42 sauvetages durant la saison 2009 et gagné le titre de releveur de l'année, Bell évite l'arbitrage en acceptant le 15 janvier 2010 un contrat d'un an pour 4 millions de dollars avec les Padres.
En 2010, il réussit 47 sauvetages. Même s'il s'agit de son plus haut total en carrière, il termine deuxième dans les majeures avec une victoire protégée de moins que Brian Wilson des Giants. Son éloquente moyenne de points mérités de 1,93 et ses 86 retraits sur des prises en 70 manches lancées, combinés à sa fiche victoires-défaites de 6-1, lui permettent cependant d'ajouter un second titre de releveur de l'année en deux ans.
En 2011, les Padres terminent au dernier rang de leur division. Bell protège 43 des 71 victoires de l'équipe cette année-là et se classe 4e de la Ligue nationale et 6e des majeures pour les sauvetages. Du 29 mai 2010 au 3 mai 2011, Bell réussit 41 sauvetages consécutifs, sans rater d'occasion de protéger une victoire, pour la 4e séquence du genre la plus longue dans l'histoire du baseball. Il égale aussi le record d'équipe établi par Trevor Hoffman en 1997-1998.

### Marlins de Miami
Après la saison 2011, il signe un contrat de trois ans avec les Marlins de Miami. Bell est une grande déception pour les Marlins, qui terminent parmi les pires équipes de la ligue en 2012. Sa moyenne de points mérités de 5,09 en 63 manches et deux tiers lancées est sa plus élevée depuis la saison 2005. Il sabote deux avances à ses quatre premières sorties en relève de l'année, et trois en sept parties au mois d'avril. Il termine la saison avec seulement 19 sauvetages en 27 occasions. Il perd temporairement le rôle de stoppeur lorsque sa moyenne de points mérités atteint 8,47 après 21 de ses 73 sorties de l'année. En septembre, Bell déclare publiquement ne pas avoir de respect pour le gérant des Marlins Ozzie Guillén. Guillén réplique dans une interview à la radio deux jours plus tard en disant qu'il n'a pas de respect pour Bell non plus.

### Diamondbacks de l'Arizona
Le 20 octobre 2012, les Marlins en Miami échangent Heath Bell aux Diamondbacks de l'Arizona contre le joueur de champ intérieur des ligues mineures Yordy Cabrera, acquis le jour même par Arizona dans une autre transaction avec les A's d'Oakland. Les Marlins acceptent de payer 8 millions restant au contrat de Bell en l'envoyant aux Diamondbacks.
Il améliore sa moyenne de points mérités en 2013. Celle-ci s'élève à 4,11 en 65 manches et deux tiers lancées pour Arizona mais ne revient pas aux niveaux connus à San Diego. Il remporte 5 victoires contre 2 défaites. Le rôle de stoppeur donne des maux de tête aux Diamondbacks toute la saison : J. J. Putz ne fait pas bien le travail en début d'année, Heath Bell et Brad Ziegler se partagent ensuite la tâche. En 69 parties jouées, Bell protège 15 victoires, contre 13 pour Ziegler et 6 pour Putz.

### Rays de Tampa Bay
Le 3 décembre 2013, Heath Bell passe aux Rays de Tampa Bay dans une transaction à 3 clubs impliquant Arizona et Cincinnati. Ses ennuis se poursuivent avec ce nouveau club. En 13 matchs et 17 manches et un tiers lancées pour les Rays, Bell a une victoire contre une défaite et accorde 14 points mérités pour une moyenne de 7,27. Il joue son dernier match pour les Rays le 3 mai 2014 et est libéré par l'équipe.

### Yankees de New York
Bell rejoint les Orioles de Baltimore le 16 mai 2014. Assigné aux ligues mineures, il demande que le contrat soit brisé moins d'un mois plus tard, lorsqu'on lui signifie qu'il n'est pas candidat à une promotion chez les Orioles, pour lesquels il n'a pas disputé un seul match. Le 14 juin 2014, il signe un contrat des ligues mineures avec les Yankees de New York.
Le 22 décembre 2014, Bell signe un contrat des ligues mineures avec les Nationals de Washington qui lui garantit un million de dollars s'il est de l'effectif du club au premier jour de la saison 2015, mais il est libéré de ce contrat le 23 mars 2015. Le lendemain, l'athlète de 37 ans annonce sa retraite après 11 saisons jouées dans les majeures.